# Michelia
Michelia fou un gènere històric de plantes amb flors que pertany a la família de les Magnoliàcies. El gènere incloïa unes 50 espècies d'arbres i arbusts de fulla perenne, natives del sud tropical i subtropical i del sud-est asiàtic (Península Indomalaia), inclòs el sud de la Xina. Avui es considera com un sinònim i una secció del gènere Magnolia.

## Descripció
Les Magnoliàcies són una família antiga; Les plantes fòssils que pertanyen de manera identificable a les Magnoliaceae es remunten a 95 milions d'anys. Un aspecte primitiu de la família Magnoliàcies és que les seves flors grans i en forma de copa no tenen pètals o sèpals diferenciats. Les grans fulles acolorides, semblants a pètals, s'anomenen tèpals.
Les fulles, les flors i la forma de les espècies de Michelia s'assemblen a Magnolia, però les flors de Michelia generalment formen grups entre les fulles, en lloc de fer-ho aïlladament als extrems de la branca com ho fa Magnolia.

## Usos
Algunes de les espècies més grans són fonts locals de fusta importants. Algunes espècies, com ara el champak (Michelia champaca) i Michelia doltsopa, es cultiven per a les seves flors, tant a l'arbre com a flors tallades. Les flors de champak també s'utilitzen per produir un oli essencial per perfumar. S'han introduït algunes espècies als jardins o com a arbres de carrer fora de la regió d'Indomalaya, com Michelia figo, M. doltsopa i M. champaca. Els individus exportats creixen fins a alçades de 10-45 metres.
El gènere rep el nom del botànic florentí Pietro Antonio Micheli (1679–1737).

## Canvis en la taxonomia
Dades morfològiques i dades moleculars des dels anys 1990 van demostrar que el gènere Michelia està molt relacionat amb el subgènere Yulania del gènere Magnolia. Molts botànics ara tracten el gènere Michelia en conseqüència. Hi ha cert consens amb la nova nomenclatura que conviu amb l'antiga. Per a més informació vegeu sota el gènere Magnolia.

## Equivalents entre tàxons antic i actual (2022)
Algunes espècies -antigament pertanyents al gènere Michelia es llisten a continuació. La font d'informació és Plants of the World Online, a 2022.
- Michelia aenea Dandy, sinònim de Magnolia foveolata Merr. ex Dandy
- Michelia × alba DC., sinònim de Magnolia × alba. Xampaca blanca o sàndal blanc, considerada un híbrid entre Magnolia champaca i Magnolia montana.
- Michelia calcicola C.Y. Wu ex Y.-W. Law & Y.-F. Wu, sinònim de Magnolia fulva var. calcicola

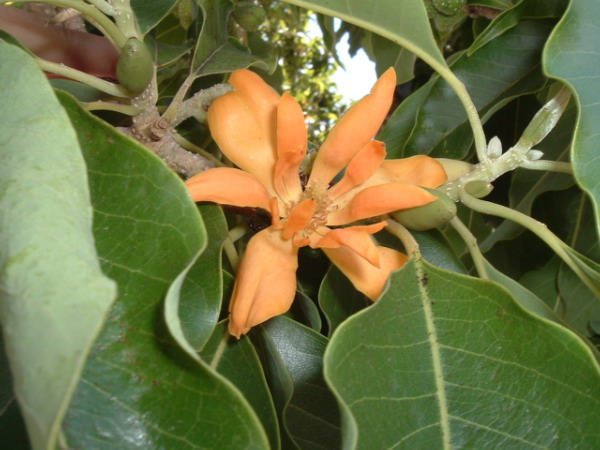
Flower and leaves of Magnolia champaca

- Michelia champaca L., sinònim de Magnolia champaca. Champak. Originari de l'Índia, Java i les Filipines. Arbre o arbust que creix de 3 a 6 metres d'alçada i amplada. Fulles de color verd brillant de fins a 16 cm de longitud. Produeix flors fragants taronges, grogues o blanc-crema a la primavera. Les flors d'aquesta planta produeixen un oli essencial que s'utilitza en perfumeria.
- Michelia compressa (Maxim.) Sarg., sinònim de Magnolia compressa
- Michelia coriacea Hung T.Chang & B.L.Chen, sinònim de Magnolia coriacea
- Michelia doltsopa Buch.-Ham. ex DC., sinònim de Magnolia doltsopa. Grans arbustos i arbres, que creixen fins als 30 metres. Originari dels boscos subtropicals de l'Himàlaia oriental i Meghalaya. Varia en llur figura: d'arbustiu a estret i vertical. Fulles coriàcies de color verd fosc, de 6 a 17 cm de llarg. Inflorescències de color blanc cremós a l'hivern. Creixent en popularitat com a arbre de carrer a la costa de Califòrnia.
- Michelia figo (Lour.) Spreng., sinònim de Magnolia figo (basiònim: Liriodendron figo Lour.) Un arbust o arbre petit de creixement lent que pot arribar a fer fins a 5 metres d'alçada i gairebé igual d'ample. Densament cobert de petites fulles de color verd brillant. Té raïms de flors grans, blanques, de vegades amb ratlles porpra, amb una potent i dolça olor de plàtan. 'Port Wine' és un conreu que produeix flors de rosa a granat.
- Michelia fulgens Dandy, sinònim de Magnolia foveolata
- Michelia fuscata (Andrews) Blume ex Wall., synonym Magnolia figo var. figo
- Michelia hedyosperma Y.-W. Law, sinònim de Magnolia hypolampra
- Michelia hypolampra Dandy, sinònim de Magnolia hypolampra
- Michelia ingrata Chen & Yang, sinònim de Magnolia fulva var. fulva
- Michelia laevifolia Y.-W. Law & Y.-F. Wu, sinònim de Magnolia laevifolia
- Michelia longistyla Y.-W. Law & Y.-F. Wu, sinònim de Magnolia foveolata
- Michelia montana Blume, sinònim de Magnolia montana.
- Michelia nilagirica Zenker, sinònim de Magnolia nilagirica. Nadiu del sud de l'Índia.
- Michelia odora (W.Y. Chun) Noot. & Chen, sinònim de Magnolia odora
- Michelia punduana Hook.f. & Thomson, sinònim de Magnolia punduana. Nadiu de l'ecoregió dels Boscs subtropicals de Meghalaya.
- Michelia wilsonii Finet & Gagnep., sinònim de Magnolia ernestii
- Michelia skinneriana Dunn, sinònim de Magnolia figo var. skinneriana
- Michelia xanthantha C.Y. Wu ex Y.-W. Law & Y.-F. Wu, sinònim de Magnolia xanthantha
- Michelia yunnanensis Franch. ex Finet & Gapnep., sinònim de Magnolia laevifolia